# Zol
Zol – układ koloidalny w postaci cząstek koloidalnych rozproszonych w cieczy lub gazie. W praktyce pod tym terminem kryje się większość układów koloidalnych.
Zole, których cząstki koloidalne są rozproszone w gazie, nazywane są gazozolami, gdy są rozproszone w cieczy, nazywane są czasami liozolami, a gdy w ciele stałym – dirozolami. Zole z ośrodkiem rozpraszającym w postaci cieczy, których cząstki koloidalne są tak blisko siebie, że układ zachowuje stabilność kształtu, nazywane są żelami.
W węższym znaczeniu tego terminu zolami nazywane są wszystkie układy koloidalne z ciekłą fazą rozpraszającą i stałymi cząstkami koloidalnymi. Faza rozpraszająca nazywana jest wtedy również rozpuszczalnikiem.
Zole charakteryzują się dużą lepkością, obniżonym napięciem powierzchniowym, podatnością na wysalanie, brakiem przenikalności przez błony półprzepuszczalne oraz rozpraszaniem światła (efekt Tyndalla).
Wyróżnia się m.in.:
- organozole – gdy rozpuszczalnikiem jest dowolna ciecz organiczna, np.:
  - alkozole – gdy rozpuszczalnikiem jest któryś z alkoholi
  - benzenozole – gdy rozpuszczalnikiem jest benzen
- hydrozole – gdy rozpuszczalnikiem jest woda

Ponadto wyróżnia się:
- zole liofobowe – których cząstki koloidalne utrzymują się w stanie wielkiego rozdrobnienia dzięki utrzymującym się na ich powierzchni jednoimiennym ładunkom elektrycznym,
- zole liofilowe – których cząstki koloidalne mają na swojej powierzchni warstwę zaadsorbowanych cząsteczek cieczy rozpraszającej.

Zole liofobowe są znacznie mniej trwałe od liofilowych, gdyż ładunki elektryczne można zobojętnić dodaniem do cieczy elektrolitu. Występuje wtedy koagulacja cząstek oraz opad osadu. W przypadku zoli liofilowych warstwa zaadsorbowanych cząsteczek cieczy chroni skutecznie cząstki koloidalne przed zlepianiem się w wyniku zderzania cząstek.